# 落地鼓
落地鼓是一種雙頭筒鼓，以三隻腳支撐在地板。它們也可以用鼓夾連接到鈸架上，或者由邊緣夾持器支撐。它是一個沒有軍鼓沙帶響絃的圓柱形鼓，並且產生隆隆作響的共鳴聲，其音高可以改變。落地鼓是在常規鼓組上用鼓棒演奏最低音調的鼓，音調介於中鼓和大鼓之間。

## 尺寸大小
常見的尺寸是：

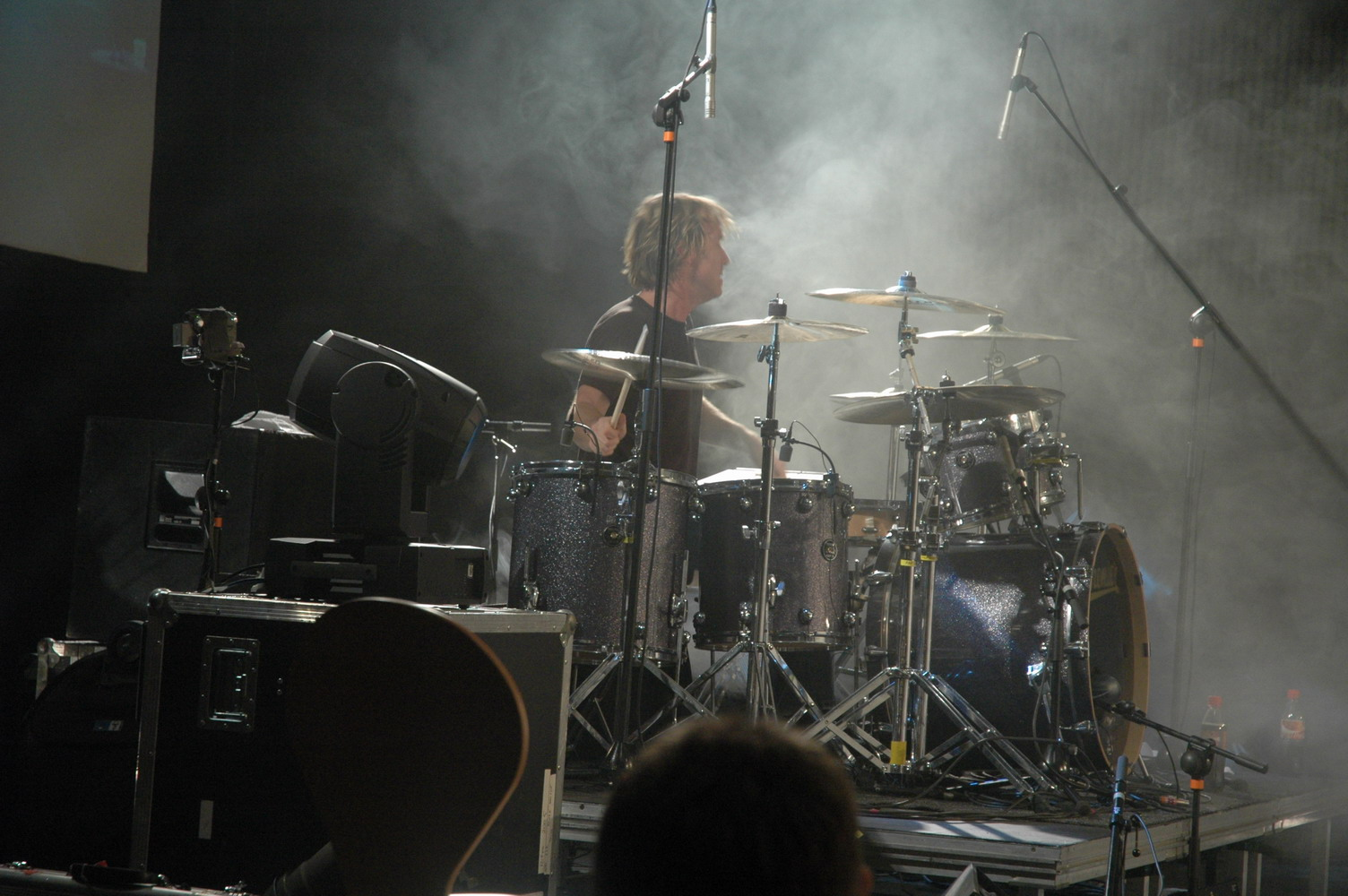
保羅西蒙斯同時擁有14x14和16x16的落地鼓

- 16x16，即深度和直徑均為16英寸（41厘米）。這是原始尺寸，仍然是最常見的。
- 14英寸（36厘米）x14，適用於爵士樂和融合樂流派鼓組，非常偶爾會使用16x16。
- 18x16; 也就是說，直徑為18英寸（46厘米），深度為16英寸，這是第二個落地鼓最常見的尺寸，與16x16配合使用。
- 16x18，有時用於第二個落地鼓的罕見尺寸，也是與16x16配合使用。

## 安裝方法
落地鼓可如此安裝：
- 採用傳統方式，配有三個可調節支腿。

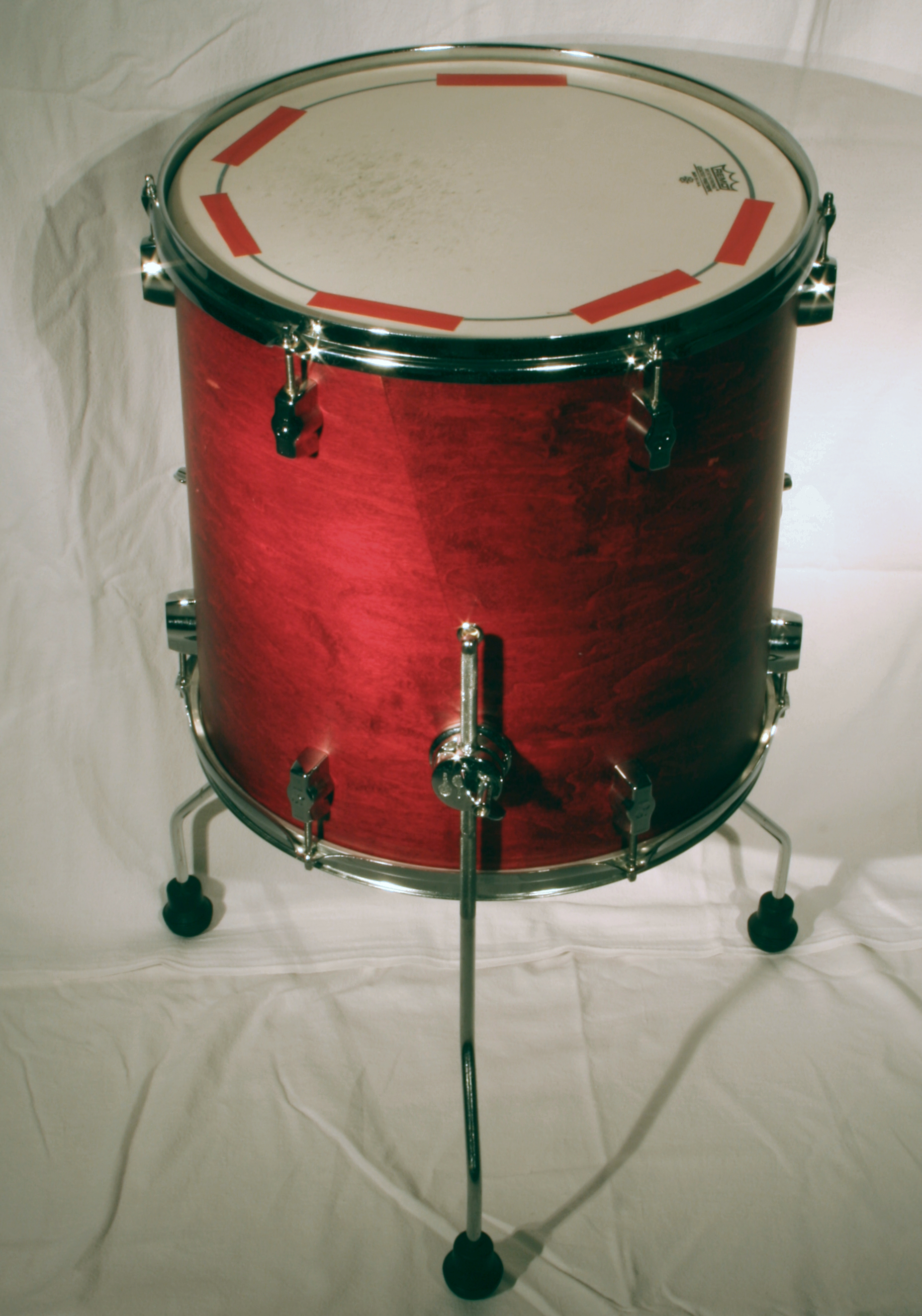
傳統式安裝的16x16落地鼓

- 安裝在三條腳上，但是通過在下方邊緣使用邊緣夾持器連接到它們。這是原始的落地鼓邊緣安裝方法。
- 通過頂部或底部邊緣上的邊緣夾持器連接到鼓架，非常重型的落地鼓會連接到鈸架上。
- 通過筒鼓安裝至鼓外殼的標準方法附接至鼓架或鈸架。這種方法通常僅限於較小的14x14落地鼓。

## 現況
20世紀50年代，Gene Krupa推廣使用16x16落地鼓。 落地鼓也被一些（主要是爵士）鼓手用作小型低音鼓。在這種情況下，它被水平地安裝在專門設計的鼓架上。最近，像Pearl這樣的公司推出了“落地鼓到低音鼓轉換裝置”。這些通常由戰略性地成合適形狀的桿組成，可以放置在落地鼓腳的位置，以便將其豎立起來。在這種方法下，鼓手會使用相當大小的大鼓箍以完成過渡過程。
落地鼓也用於音樂巡遊，通常被攜帶，然後被抬起並擊打以增加音樂效果。

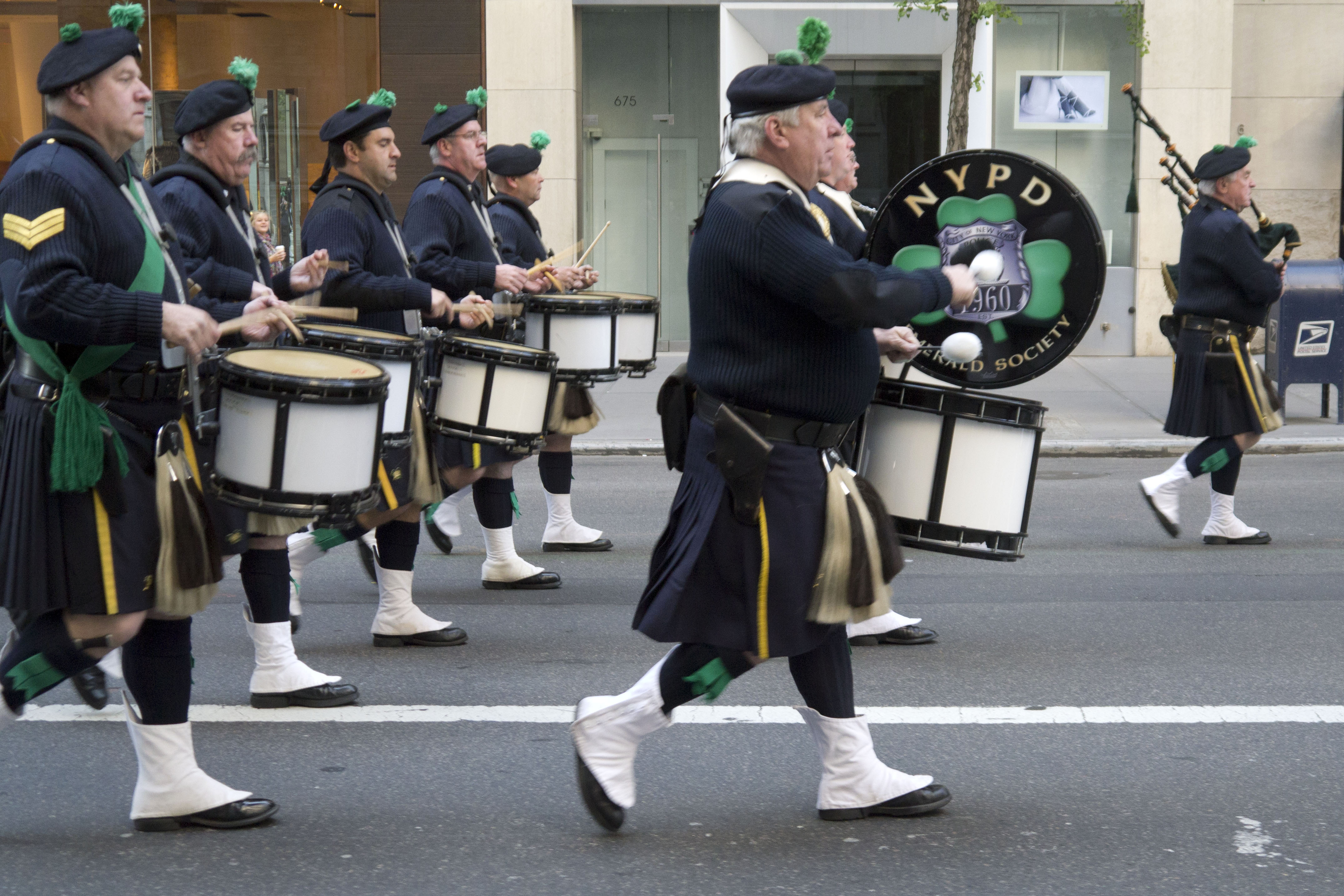
音樂巡遊中，鼓手抬起落地鼓
擊打